# Juan Antonio Bussolini
Juan Antonio Bussolini Tucci, S.J. (Chivilcoy,  27 de agosto de 1905 – San Miguel, 10 de septiembre de 1966) fue un sacerdote y astrónomo argentino.
Astrónomo no del todo ortodoxo —nunca completó sus estudios— pero de gran capacidad práctica, formó parte de la cohorte de científicos argentinos movilizados por la fundación del primer CONICET por Juan Domingo Perón. Desde 1944 hasta su muerte dirigió el Observatorio de San Miguel, donde desarrolló una importante labor en geofísica y geodesia a unos 30 km de Buenos Aires.
En 1952 formó parte de la comisión destinada por Perón para auditar los resultados del Proyecto Huemul realizado por Ronald Richter que intentaba desarrollar energía nuclear mediante la fusión nuclear. Junto con José Balseiro, Mario Báncora y Otto Gamba.En 1951 el gobierno del presidente Juan Domingo Perón creó el Consejo Nacional de Investigaciones Técnicas y Científicas (CONITYC), congregándolo junto a importantes científicos, como el físico José Balseiro, Enrique Gaviola, el ingeniero nuclear Otto Gamba. El organismo fue desmantelado por decreto del dictador Pedro Eugenio Aramburu durante el régimen militar que derrocó a Perón en 1955, y gran parte de su trabajo se perdió. por presiones políticas se exilió en Estados Unidos en 1955, regresando al país en 1960.

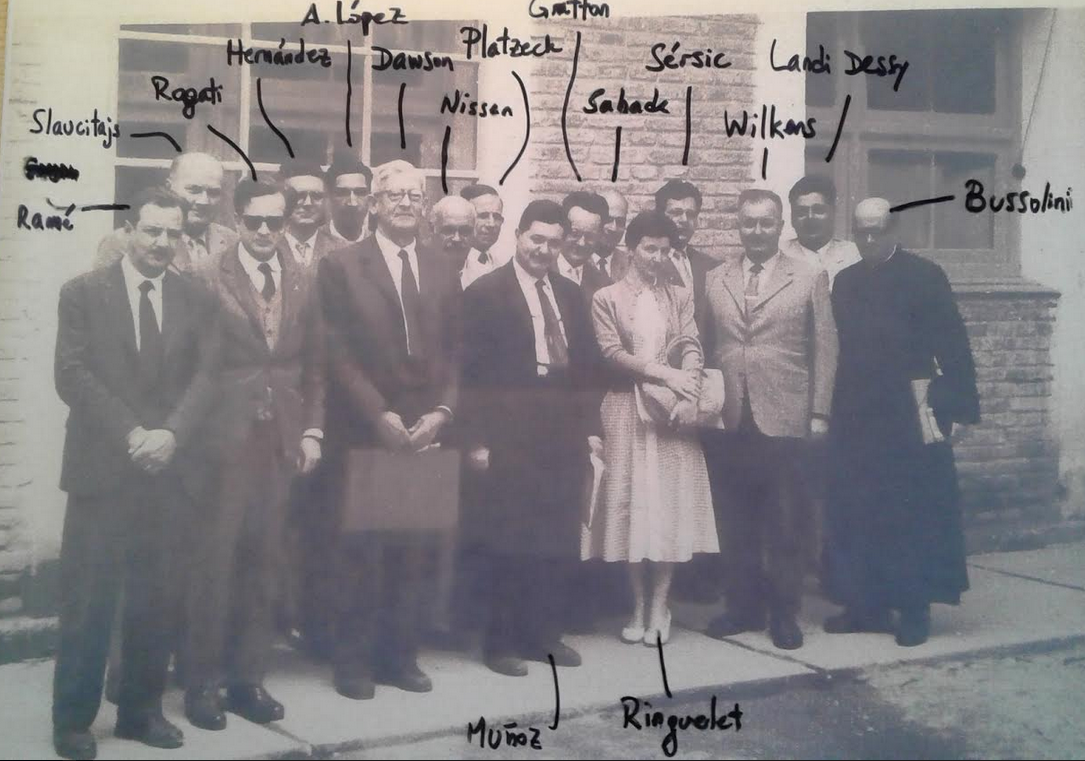
Fundadores de la Asociación Argentina de Astronomia, 1958. Desde la izquierda: M. J. Ramé, Sergei Slaucitajs, Carlos Rogati, Carlos Hernández, Augusto López, Bernhard H. Dawson, Juan José Nissen, Ricardo Platzek, Francisco Muñoz, Livio Gratton, Jorge Sahade, Adela Emilia Ringuelet, José Luis Sérsic, Herbert Wilkens, Jorge Landi Dessy, Juan A. Bussolini.

Fue secretario de la primera comisión directiva de la Asociación Argentina de Geofisicos y Geodestas, formó parte de la comisión del Año Internacional del Sol Quieto (1964-1965), y contribuyó generosamente al Observatorio Félix Aguilar.

## Honores
En su honor recibió el nombre de (2490) Bussolini un asteroide descubierto el 3 de enero de 1976 en el Observatorio Félix Aguilar.